# Mapfre
MAPFRE S.A. è una società multinazionale spagnola che opera nel mercato assicurativo in 46 paesi e con oltre 34.000 dipendenti. È la prima impresa del mercato iberico ed una delle leader dell'area europea.
È la 1ª compagnia assicuratrice non-vita in America Latina, la 2ª compagnia assicuratrice mondiale in America Latina, la 6ª compagnia assicuratrice non-vita in Europa, leader del mercato spagnolo e tra le prime 20 compagnie riassicuratrice nel mondo.
È quotata alla Borsa di Madrid.

## Storia
Mapfre nasce nel 1933 come Mutua de Accidentes de Trabajo de la Agrupación de Propietarios de Fincas Rústicas de España - MAPFRE in seguito alla riforma agraria varata dal governo spagnolo del tempo. Nel 1954 la società affronta la bancarotta dovuta all'incremento del suo impegno finanziario nel settore farmaceutico. L'anno successivo entra nel mondo delle assicurazioni di autoveicoli.
Con la nazionalizzazione delle assicurazioni dei lavoratori, nel 1973 Mapfre si scinde in Mapfre Mutualidad (sotto il controllo del governo spagnolo) e Mapfre Patronal (nuova denominazione di Mapfre, che rimane una compagnia privata). Dal 1984 ha inizio l'espansione internazionale dell'azienda, prima nel mercato latinoamericano poi in quello europeo.

## Italia
La compagnia ha incominciato a operare in Italia nel 2003, attraverso l'acquisizione di Nuovi Servizi Auto S.p.A., società nata nel 1992 specializzata in polizze assicurative di auto usate, con sede a Verrone, ribattezzata Mapfre Warranty S.p.A. dal 2006. Inoltre è attiva sul territorio nazionale anche Mapfre Asistencia S.A. con sedi a Verrone e Milano: in totale Mapfre occupa più di 200 persone, a cui devono aggiungersi gli agenti assicurativi presenti sul territorio (50 circa). 
Inoltre la società detiene una partecipazione dell'8,476% in Cattolica Assicurazioni.
Il 25 settembre 2014, ha annunciato di avere raggiunto un accordo con la britannica Direct Line per rilevare le attività in Italia e Germania per una cifra pari a 550 milioni di euro. Grazie a questa operazione il gruppo Mapfre potrà contare su premi complessivi per 714 milioni di euro e 1,6 milioni di clienti. Il 1º marzo 2018 Direct line cambia colori, logo e denominazione diventando Verti.